# María Luisa Iglesias
María Luisa Iglesias es una deportista española que compitió en judo. Ganó una medalla de bronce en el Campeonato Europeo de Judo de 1978, en la categoría de –48 kg.

## Palmarés internacional
| Campeonato Europeo | Campeonato Europeo | Campeonato Europeo | Campeonato Europeo |
| Año                | Lugar              | Medalla            | Categoría          |
| ------------------ | ------------------ | ------------------ | ------------------ |
| 1978               | Colonia (RFA)      | Medalla de bronce  | –48 kg             |